# Rhoptrocentrus cleopatrae
Rhoptrocentrus cleopatrae är en stekelart som beskrevs av Sergey A. Belokobylskij 2001. Rhoptrocentrus cleopatrae ingår i släktet Rhoptrocentrus och familjen bracksteklar. Inga underarter finns listade i Catalogue of Life.